# Mount Pleasant (Michigan)
Pour les articles homonymes, voir Mount Pleasant.
Mount Pleasant est une ville située dans l’État américain du Michigan. Elle est le siège du comté d'Isabella. Selon le recensement de 2000, sa population était de 25 946 habitants.